# Hill of Freedom
Hill of Freedom (coreà 자유의 언덕 Jayuui Eondeok) és una pel·lícula arthouse de Corea del Sud del 2014 escrita i dirigida per Hong Sang-soo. Fou estrenada a la secció Orizzonti de la 71a Mostra Internacional de Cinema de Venècia, i va guanyar la millor pel·lícula als 34ns Premis de l'Associació Coreana de Crítics de Cinema i al 36è Festival dels Tres Continents. Hill of Freedom tambe´va formar part de la llista de millors pel·lícules no distribuïdes de The New Yorker de 2014.

## Argument
El professor de japonès Mori arriba a Seül per localitzar la Kwon, una dona de Corea del Sud de la que es va enamorar fa uns quants anys. Mori arriba a Bukchon, un barri al centre de la ciutat que té un ambient tranquil i un rerefons històric. Amb l'esperança de tenir l'oportunitat de veure-la, s'allotja a una casa d'hostes a prop de l'antiga casa de Kwon, i es fa amic de l'ancià propietari, Gu-ok, i del seu nebot trencat però sociable Sang-won. Mori comença a freqüentar Jiyugaoka ("Turó de la Llibertat"), una cafeteria local propietat de Young-sun, on escriu cartes a Kwon. Aleshores, tot i que Young-sun ja té xicot, ella i Mori es fan amants.

## Repartiment
- Ryo Kase - Mori[11]
- Moon So-ri - Young-sun
- Seo Young-hwa - Kwon
- Kim Eui-sung - Sang-won
- Youn Yuh-jung - Gu-ok
- Gi Ju-bong - Byeong-joo
- Lee Min-woo - Ji Kwang-hyun
- Jung Eun-chae - Nam-hee
- Jeong Yong-jin - Yeom-gu
- Na Hye-jin - Empleat
- Kim Min-jae - Empleat

## Premis i nominacions
| Any  | Premi                                                    | Categoria                              | Receptor        | Resultat  |
| ---- | -------------------------------------------------------- | -------------------------------------- | --------------- | --------- |
| 2014 | 34th Premis de l'Associació Coreana de Crítics de Cinema | Millor pel·lícula                      | Hill of Freedom | Guanyador |
| 2014 | 34th Premis de l'Associació Coreana de Crítics de Cinema | Critics' Top 10                        | Hill of Freedom | Guanyador |
| 2014 | 36è Festival dels Tres Continents                        | Millor pel·lícula                      | Hill of Freedom | Guanyador |
| 2015 | 20th Chunsa Film Art Awards                              | Millor director (Grand Prix)           | Hong Sang-soo   | Nominat   |
| 2015 | 9ns Asian Film Awards                                    | Millor pel·lícula                      | Hill of Freedom | Nominat   |
| 2015 | 9ns Asian Film Awards                                    | Millor director                        | Hong Sang-soo   | Nominat   |
| 2015 | 9ns Asian Film Awards                                    | Millor actor                           | Ryo Kase        | Nominat   |
| 2015 | 2ns Wildflower Film Awards                               | Millor Director (pel·lícula narrativa) | Hong Sang-soo   | Guanyador |
| 2015 | 2ns Wildflower Film Awards                               | Millor actor                           | Ryo Kase        | Nominat   |
| 2015 | 2ns Wildflower Film Awards                               | Millor actriu                          | Moon So-ri      | Nominat   |
| 2015 | 2ns Wildflower Film Awards                               | Millor guió                            | Hong Sang-soo   | Nominat   |
| 2015 | 51ns Baeksang Arts Awards                                | Millor director                        | Hong Sang-soo   | Nominat   |
| 2015 | 24th Buil Film Awards                                    | Millor pel·lícula                      | Hill of Freedom | Nominat   |
| 2015 | 24th Buil Film Awards                                    | Millor director                        | Hong Sang-soo   | Nominat   |